# Burg Berolzheim
Die Burg Berolzheim war eine hochmittelalterliche Wasserburganlage unmittelbar südöstlich der evangelisch-lutherischen Pfarrkirche St. Michael im gleichnamigen Ort Markt Berolzheim im mittelfränkischen Landkreis Weißenburg-Gunzenhausen in Bayern. Erhalten haben sich von der Burg nur sehr wenige Reste, an ihrer Stelle stehen heute Wohnhäuser und das später errichtete sogenannte Untere Schloss. Die als Oberes Schloss bezeichnete Anlage befand sich wenige Meter westlich der evangelisch-lutherischen Kirche St. Maria, von ihr haben sich ebenfalls nur wenige Baureste erhalten. Ein dritter abgegangener Herrensitz um Berolzheim war die als Steinhaus am Goppelt bezeichnete Burg, etwa 1200 Meter südwestlich des Ortes. Von ihr, die auf römischen Resten errichtet wurde, sind nur noch Gräben und ursprünglich römische Steinquader vorhanden.

## Geschichte der Burg
Die Burg wurde 1320 von den erstmals im Jahr 1170 mit einem „Kuonradus de beroldesheim“ in einer Urkunde genannten Herren von Berolzheim erbaut. Die Burg befand sich spätestens ab 1326 im Besitz des Burggrafen von Nürnberg Friedrich IV., der sie als Lehen an die Ritter Willich von Perolzheim weitergab. Da die Berolzheimer allerdings Dienstmannen der Truhendinger waren, wird vermutet, dass sie die Burg als Unterlehen der Grafen von Truhendingen innehatten. Nachfolgende Besitzer des Lehens waren um das Jahr 1347 die Ministerialenfamilien von Frick und von Holzingen, die die Burg durch Erbgang erhielten.
1523 besaß die Familie von Embs die Burg. Da sie der Sitz von Helfern des Hans Thomas von Absberg war, griff sie der Schwäbische Bund an. Durch Verhandlungen soll die Zerstörung aufgehalten worden sein. Wolf von Pappenheim schuf 1575 einen Neubau.

### Auseinandersetzung mit dem Schwäbischen Bund 1523
In der Mitte des 16. Jahrhunderts entführte der Raubritter Hans Thomas von Absberg Kaufleute auf ihren Handelsreisen und verlangte ein hohes Lösegeld für ihre Freilassung. Er suchte sich Verbündete, die ihn bei seinen Raubzügen unterstützten, auf deren Burgen er bei Gefahr fliehen und auf denen er seine Geiseln verstecken konnte. Auch die Familie von Embs unterstützte ihn bei seiner Fehde. Im Fränkischen Krieg 1523 sandte der Schwäbische Bund seine Truppen aus, um insgesamt 23 „Raubnester“ dem Erdboden gleichzumachen. Die Truppen des Bundes, die aus 10.000 Fußsoldaten und 1.000 Reitern bestanden, führten 100 Kanonen und 30 Büchsen mit 900 Zentner Schwarzpulver als Bewaffnung mit sich. Entgegen der Darstellung auf dem Holzschnitt wurde die Burg nicht zerstört, da die Familie vorher begnadigt wurde.

### Der Holzschnitt des Hans Wandereisen

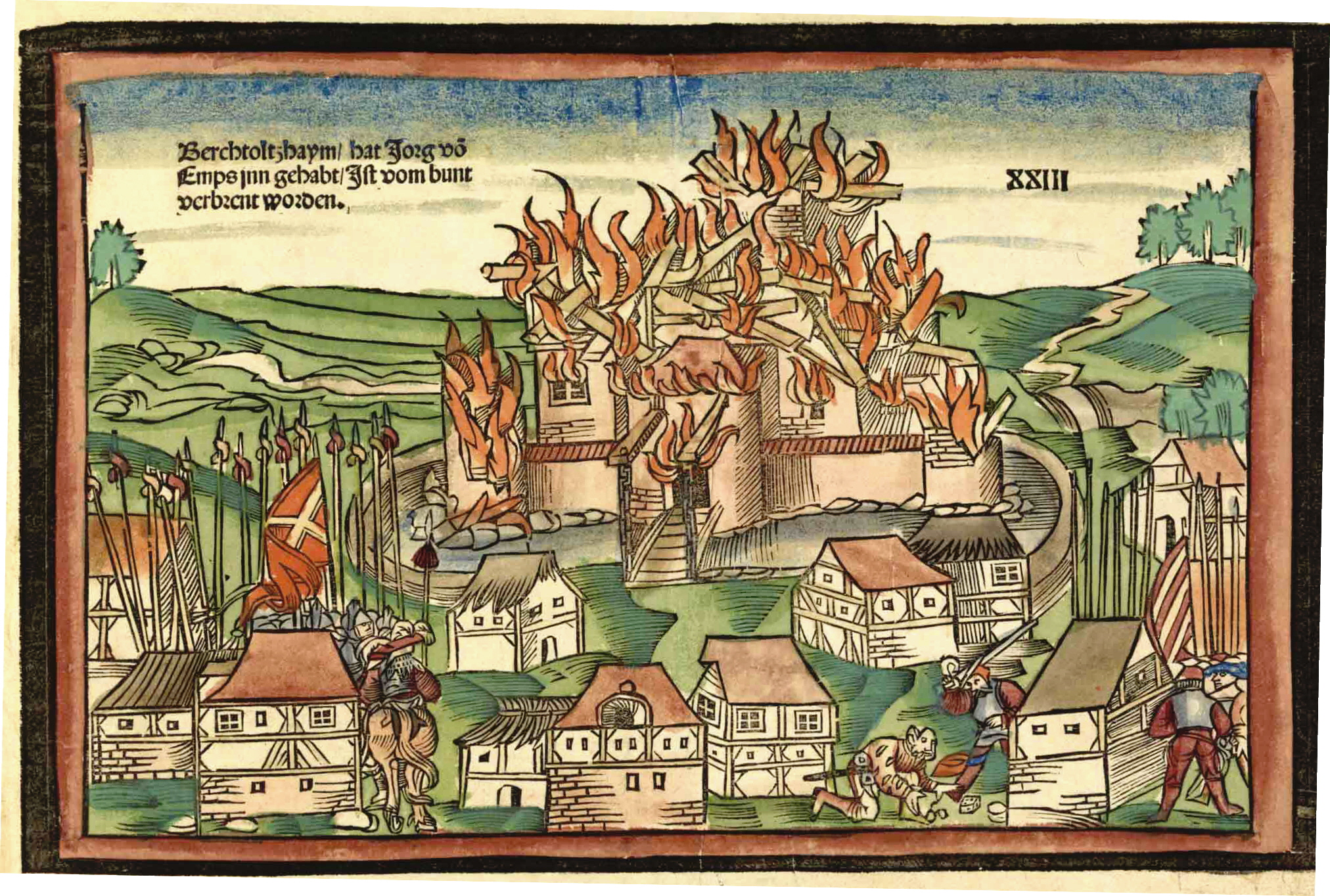
Die Zerstörung der Burg 1523

Der kolorierte und beschriftete Holzschnitt des Hans Wandereisen besagt: XXIII. Berchtoltzhaym / hat Jorg vo(n) Emps inn gehabt / Ist vom bunt verbrent worden.
Zentrales Motiv des Schnittes ist die Burg, die durch einen Wassergraben und eine Burgmauer mit kleineren runden Wachtürmen an den Ecken gesichert ist. Das Torhaus ist mit einer Zugbrücke ausgestattet, die aufgrund ihrer Konstruktion als Schwungrutenbrücke bezeichnet wird. Im Inneren der Burg gelegene Gebäude, einschließlich eines Bergfrieds sind durch einstürzendes Gebälk und Flammen lediglich zu erahnen. Während der Hintergrund des Bildes den Blick auf flache Hügelkämme freigibt, befinden sich im Vordergrund zahlreiche Fachwerkhäuser des Dorfes, die viele Details in der Darstellung aufweisen. Dazu zählt beispielsweise die unterschiedliche Bedachung. Die Truppen des Schwäbischen Bundes sind getrennt in Kavallerie links im Bild und Infanterie rechts im Bild aufgestellt. Die Kavallerie ist mit langen Spießen und der bündischen Fahne ausgestattet, auf der ein Andreaskreuz zu sehen ist. Sie tragen mehrheitlich Rüstungen. Die Fußtruppen, teils geharnischt, sind ebenfalls mit Spießen bewaffnet. Die mitgeführte Fahne ist waagrecht gestreift in Rot und Weiß. Offenbar wurde auch ein Ereignis vor Ort szenisch festgehalten: Eine über den Boden gebeugte Person spielt mit Würfeln, eine andere schreitet mit erhobenem Schwert auf sie zu.
Die Holzschnitte des Hans Wandereisen gelten als wichtige (zum Teil einzige) Zeitzeugnisse zur Gestalt der Burganlagen. Nach der Arbeit von Steinmetz sind Details der Darstellung, abgesehen von perspektivischen Verzerrungen, als sehr genau und authentisch einzustufen. Dennoch wurde die Burg anscheinend nicht zerstört, da nach den überlieferten Berichten eine diplomatische Lösung erzielt werden konnte.

### Die Anlage heute
Eine Zerstörung der Wasserburg 1523 wird auch heute noch für das Verschwinden der Anlage in Erwägung gezogen. Eine weitere Theorie spricht für den Verfall der Anlage um 1600. Spätestens im Dreißigjährigen Krieg muss die Burg zerstört worden sein, da in Dorfplänen von 1667 bereits Wohnhäuser auf dem Gelände verzeichnet sind.
An der Stelle der Wasserburg befindet sich ein stattliches Gebäude, in dem sich verbaute Reste von Vorgängerbauten befinden sollen. Ein Wassergraben ist nicht mehr sichtbar, allerdings erinnern mehrere Straßennamen an Umfang und Details der Wasserburg.